# Eugen Fischer (Mediziner)

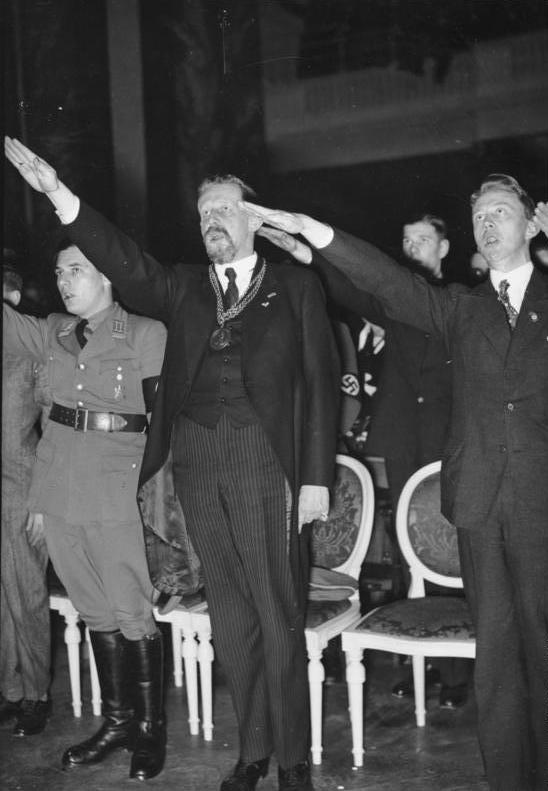
Eugen Fischer (Mitte) als Rektor während einer Kundgebung an der Berliner Universität 1934. Links Albert Derichsweiler.

Eugen Fischer (* 5. Juni 1874 in Karlsruhe; † 9. Juli 1967 in Freiburg im Breisgau) war ein deutscher Mediziner, Anthropologe, Erbbiologe, Eugeniker und nationalsozialistischer Rassenhygieniker.

## Leben
Eugen Fischer besuchte das Großherzogliche Gymnasium Freiburg. Er studierte Medizin und Naturwissenschaften an der Universität Freiburg im Breisgau sowie der Ludwig-Maximilians-Universität München und wurde 1898 promoviert. 1900 habilitierte er sich auf dem Gebiet der Anatomie und Anthropologie. Von 1900 bis 1912 lehrte er als Privatdozent für Anatomie in Freiburg, ab 1904 als Titularprofessor. 1908 unternahm er eine Forschungsreise zum Studium von „Rassenkreuzungen“ zu den Baster in Deutsch-Südwestafrika, die von der Preußischen Akademie der Wissenschaften finanziert wurde. 1910 gründete er die Ortsgruppe Freiburg der Gesellschaft für Rassenhygiene, Fritz Lenz wurde ihr erster Schriftführer.

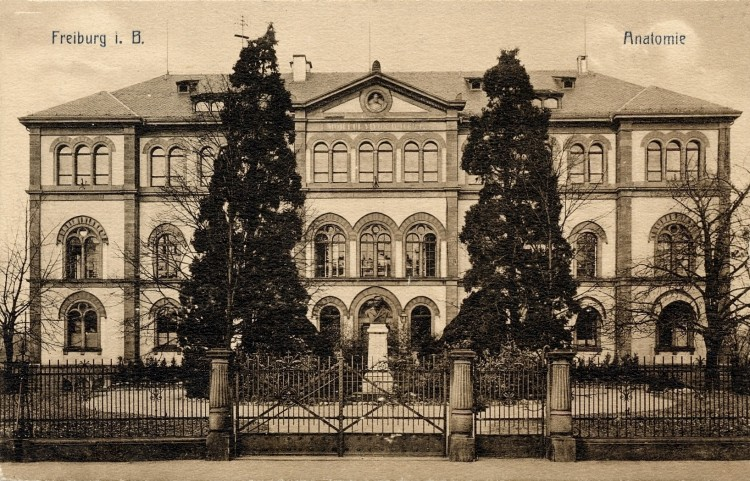
Das 1867 gebaute, 1944 zerstörte Gebäude des Anatomischen Instituts der Universität Freiburg, um 1910.

Im Sommersemester 1912 lehrte er als außerordentlicher Professor an der Universität Würzburg, kehrte aber bereits zum Wintersemester 1912/13 wieder nach Freiburg zurück. Zwischen 1918 und 1927 war Fischer Ordinarius und Direktor des Anatomischen Instituts der Universität Freiburg. Von 1927 bis 1942 hatte er den Lehrstuhl für Anthropologie an der Friedrich-Wilhelms-Universität Berlin inne. 1925 unternahm er eine Forschungsreise auf die Kanarischen Inseln. Im gleichen Jahr wurde er Mitherausgeber der neuen Zeitschrift Volk und Rasse. 1927 wurde er Mitglied der Berliner Mittwochsgesellschaft und blieb es bis zu seiner Emeritierung und seinem Wegzug aus Berlin 1942. Zwischen 1927 und 1942 war Eugen Fischer Direktor des Kaiser-Wilhelm-Instituts für Anthropologie, menschliche Erblehre und Eugenik in Berlin-Dahlem. Von 1933 bis 1935 war er Rektor der Berliner Universität. 1932 wurde er Vorsitzender der Berliner Gesellschaft für Anthropologie, Ethnologie und Urgeschichte und 1937 Mitglied der Preußischen Akademie der Wissenschaften. Am 28. Dezember 1939 beantragte er die Aufnahme in die NSDAP und wurde zum 1. Januar 1940 aufgenommen (Mitgliedsnummer 7.383.062). Auch war er führendes Mitglied im NS-Dozentenbund. 1944 erhielt er den Adlerschild des Deutschen Reiches als höchstmögliche Auszeichnung in der Wissenschaft.
Gemeinsam mit Carl Correns, Richard Goldschmidt und Erwin Baur betrieb er die Gründung des Kaiser-Wilhelm-Instituts (KWI) für Anthropologie, menschliche Erblehre und Eugenik in Berlin, dessen erster Direktor er zwischen 1927 und 1942 war und das 1944 nach ihm umbenannt wurde. In dieser Funktion war er ein führender Befürworter der Rassengesetze und damit, laut Sheila Faith Weiss, in die Verbrechen der Nationalsozialisten verstrickt. Als Direktor des KWI war Fischer von 1927 bis 1942 „Wissenschaftliches Mitglied der Kaiser-Wilhelm-Gesellschaft“. Von 1933 bis 1946 war er Mitglied des Senats der Kaiser-Wilhelm-Gesellschaft (KWG). Nach seinem Umzug nach Freiburg war er von 1943 bis 1948 „Auswärtiges Wissenschaftliches Mitglied der KWG“.

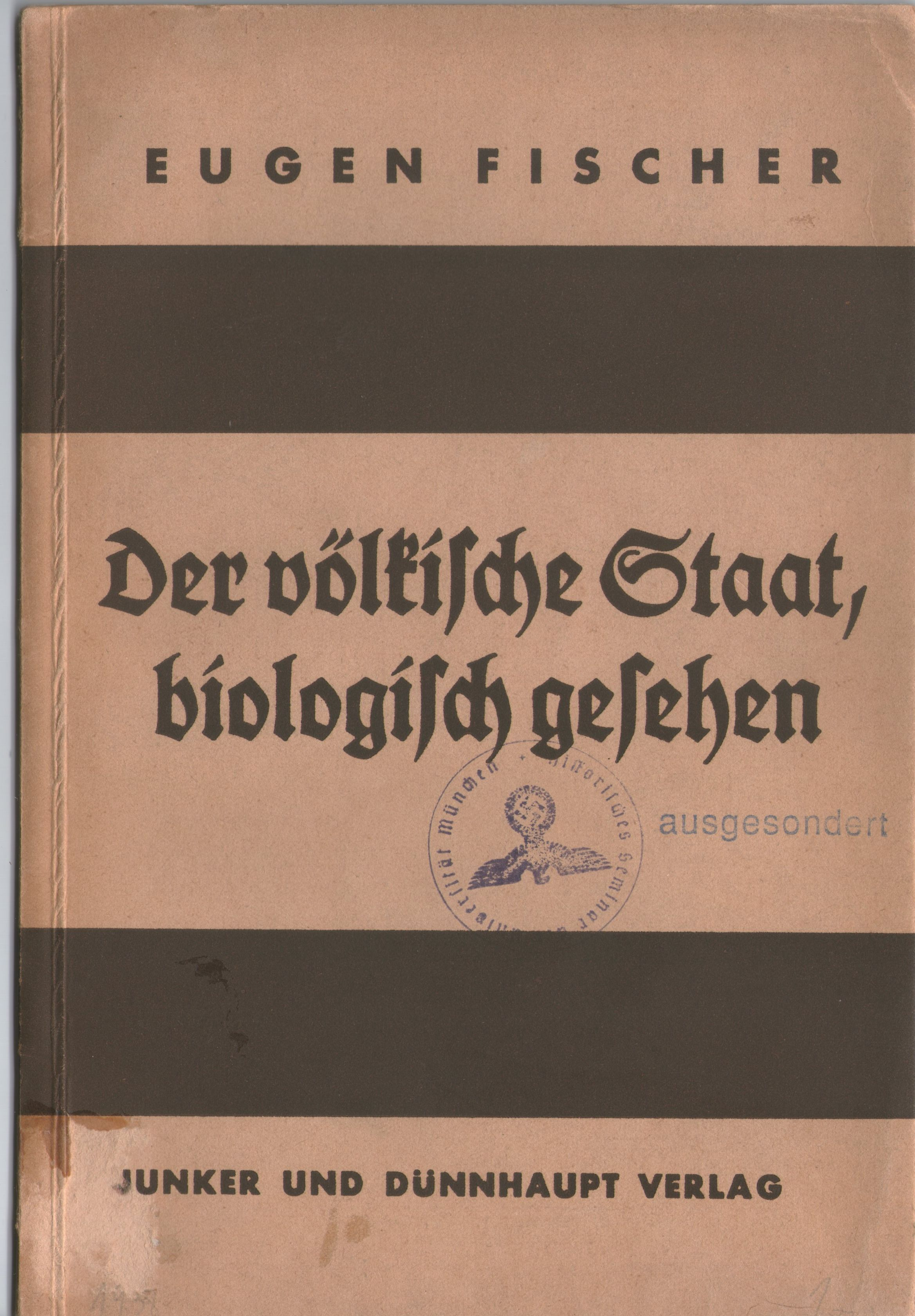
Eugen Fischer: Der völkische Staat, biologisch gesehen. Berlin 1933. Die überarbeitete Antrittsrede als Universitätsrektor, gehalten am 29. Juli 1933.

1933 sorgte Fischer als Rektor der Berliner Universität für die Entlassung vieler jüdischer Wissenschaftler. Er unterzeichnete am 4./5. März 1933 den Aufruf „Die Berliner Hochschullehrer für Adolf Hitler“. Ebenso unterstützte er als Redner neben Minister Goebbels die Bücherverbrennung am 10. Mai 1933. Am 16. Juli 1933 führte er eine im Berliner Rundfunk übertragene Diskussionsrunde (zusammen mit Otmar Freiherr von Verschuer und Walter Stölting) zum Thema „Erbforschung tut not“.
1937 setzte er mit anderen Professoren die (auch damals illegale) Zwangssterilisierung vieler sogenannter „Rheinlandbastarde“ durch. Er war Richter am Erbgesundheitsobergericht in Berlin, Generalarzt für rassenbiologische Fragen der Reichsstelle für Sippenforschung und Ausbilder für Eignungsprüfer zur Eindeutschung polnischer Kinder. 1941 war er im Beirat der „Forschungsabteilung Judenfrage“ in Walter Franks Reichsinstitut für Geschichte des neuen Deutschland und dort Mitautor des Bandes „Das antike Weltjudentum. Tatsachen, Texte, Bilder“ in der Reihe „Forschungen zur Judenfrage“ (1943).
1934 schrieb er in der badischen Zeitschrift Mein Heimatland, die Bekämpfung der Juden habe nicht das Ziel, „wirtschaftliche Gewinner, geistige Konkurrenz loszuwerden“, sondern es gehe um „die Rettung der Rasse, die das Deutschtum geschaffen (hat), und ihre Reinigung von Fremdem, rassenmäßig anderem, das ihre geistige Entwicklung in andere Bahnen zu bringen drohte und teilweise gebracht hat. Viele persönlich hochachtbare, gern sich einfügende wertvolle Menschen werden hart und grausam getroffen. Ist ein Opfer zu groß, wenn es gilt, ein ganzes Volk zu retten?“
Die wieder begründete Deutsche Gesellschaft für Anthropologie ernannte ihn 1952 zum Ehrenmitglied. 1952 wurde er Ehrenmitglied der „Gesellschaft für Konstitutionsforschung“ in Tübingen unter Ernst Kretschmer.
Fischer führte eine Ehe mit Else Walter, aus der drei Kinder hervorgingen. Nach dem Krieg lebte er erst in Sontra, dann in Freiburg im Breisgau.

### Forschung
Wissenschaftlich befasste sich Fischer mit der genetischen Variabilität des Menschen, er war einer der Exponenten der humangenetischen Richtung innerhalb der damaligen Anthropologie. Er behauptete unter anderem, dass sich menschliche „Rassenmerkmale“ nach den Mendelschen Regeln vererben würden. Zu diesem Zweck unternahm er 1908 eine Forschungsreise nach Deutsch-Südwestafrika für eine Studie zu Rassenkreuzungen („Bastards“). 1913 veröffentlichte er die Ergebnisse über diese sogenannten Rehobother Bastards. Diese Studie, die den „Nachweis der Vererbung der Rassenmerkmale nach den Mendelschen Regeln am Menschen“ erbracht haben soll, war bis in die 1960er Jahre hinein wirkungsmächtig und hat bis dahin diverse Neuauflagen erfahren. Dabei untersuchte er 300 niederländisch-afrikanische Mischlinge.
Fischer rief 1921 öffentlich dazu auf, Menschenschädel und Knochen aus den Kolonien nach Deutschland zu verschiffen. Im Jahr 2014 wurden 14 solche Schädel identifiziert und nach Namibia zurückgeführt.

### Rassentheorien

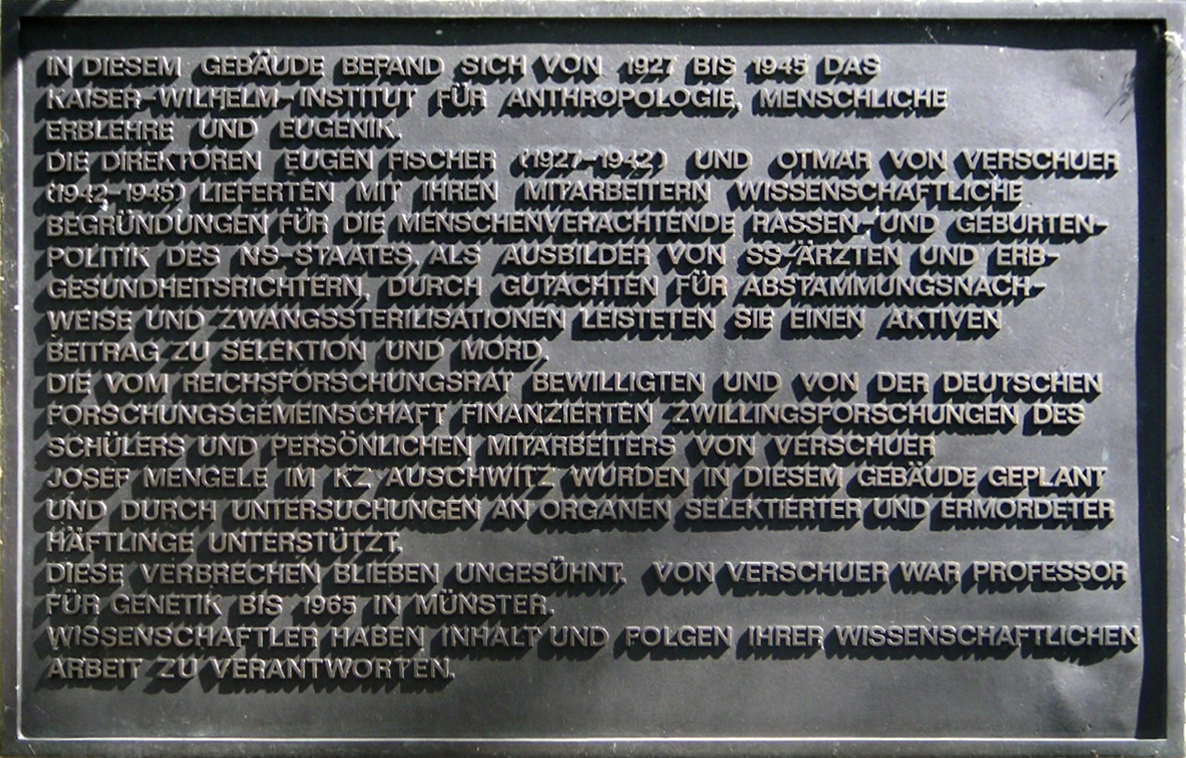
Gedenktafel für die NS-Medizinverbrechen am früheren Kaiser-Wilhelm-Institut für Anthropologie, menschliche Erblehre und Eugenik in Berlin; mit namentlicher Nennung Eugen Fischers.

Fischers statischer Rassenbegriff wurde zur wissenschaftlichen Legitimation rassistischer Ideologien benutzt, er selbst unterstützte ab 1933 mit seinem Institut die Rassen- und Bevölkerungspolitik der Nationalsozialisten und gilt somit als Wegbereiter der nationalsozialistischen Rassentheorien. Er schrieb zusammen mit Erwin Baur und Fritz Lenz das Werk Grundriss der menschlichen Erblichkeitslehre und Rassenhygiene, in späteren Auflagen (bis 1936) Menschliche Erblichkeitslehre und Rassenhygiene. Dies hatte Einfluss auf die nationalsozialistischen Rassentheorien und die Aktion T4. Das Buch wurde in der zeitgenössischen Fachwissenschaft – nicht nur in Deutschland – überwiegend gelobt und 1931 ins Englische übersetzt. Ebenfalls bis in die 1960er Jahre war es – eher geläufig unter dem Kurztitel „Baur-Fischer-Lenz“ – das Standardwerk der Anthropologie, für die Lehre an Universitäten eingesetzt.
Unstimmigkeiten mit den Nationalsozialisten gab es in der „Judenfrage“, da Fischer hier ethnische Gruppen anders beurteilte. Dies behielt Fischer aber für sich und zensierte sich selbst, indem er in späteren Ausgaben von Menschliche Erblichkeitslehre und Rassenhygiene das Kapitel über seine Beschreibungen zu einzelnen Rassen entfernte. 1944 veröffentlichte er zusammen mit Gerhard Kittel Das Antike Weltjudentum – Forschungen zur Judenfrage.
Fischer legte Wert darauf, dass die Rassentheorie dem Nationalsozialismus vorausgegangen war. Als ein nationalsozialistischer Redner die Eugenik als Erfindung der NSDAP darstellte, unterbrach ihn der aufgebrachte Fischer mit den Worten: „Sie [die NSDAP] besteht lange nicht so lang wie unsere eugenische Bewegung.“

## Ehrungen
- 1900: Broca-Medaille, Paris
- 1922: Ehrenmitglied der italienischen Gesellschaft für Anthropologie
- 1929: Ehrenmitglied der österreichischen Gesellschaft für Anthropologie
- 1933: Mitglied der Leopoldina
- 1934: Rudolf-Virchow-Medaille
- 1937: Mitglied der Preußischen Akademie der Wissenschaften
- 1937: Dr. sc. h. c. Coimbra
- 1937: Cothenius-Medaille der Leopoldina
- 1939: Goethe-Medaille für Kunst und Wissenschaft
- 1939: Dr. med. h. c. Albert-Ludwigs-Universität Freiburg
- 1941: Ehrenmitglied der spanischen Gesellschaft für Anthropologie
- 1944: Hans Thoma-Medaille und Adlerschild des Deutschen Reiches
- 1951: Mitglied der Gesellschaft für Konstitutionswissen, Tübingen
- 1952: Ehrenmitglied der Deutschen Gesellschaft für Anthropologie
- 1954: Ehrenmitglied der deutschen Gesellschaft für Anatomie

## Veröffentlichungen (Auswahl)

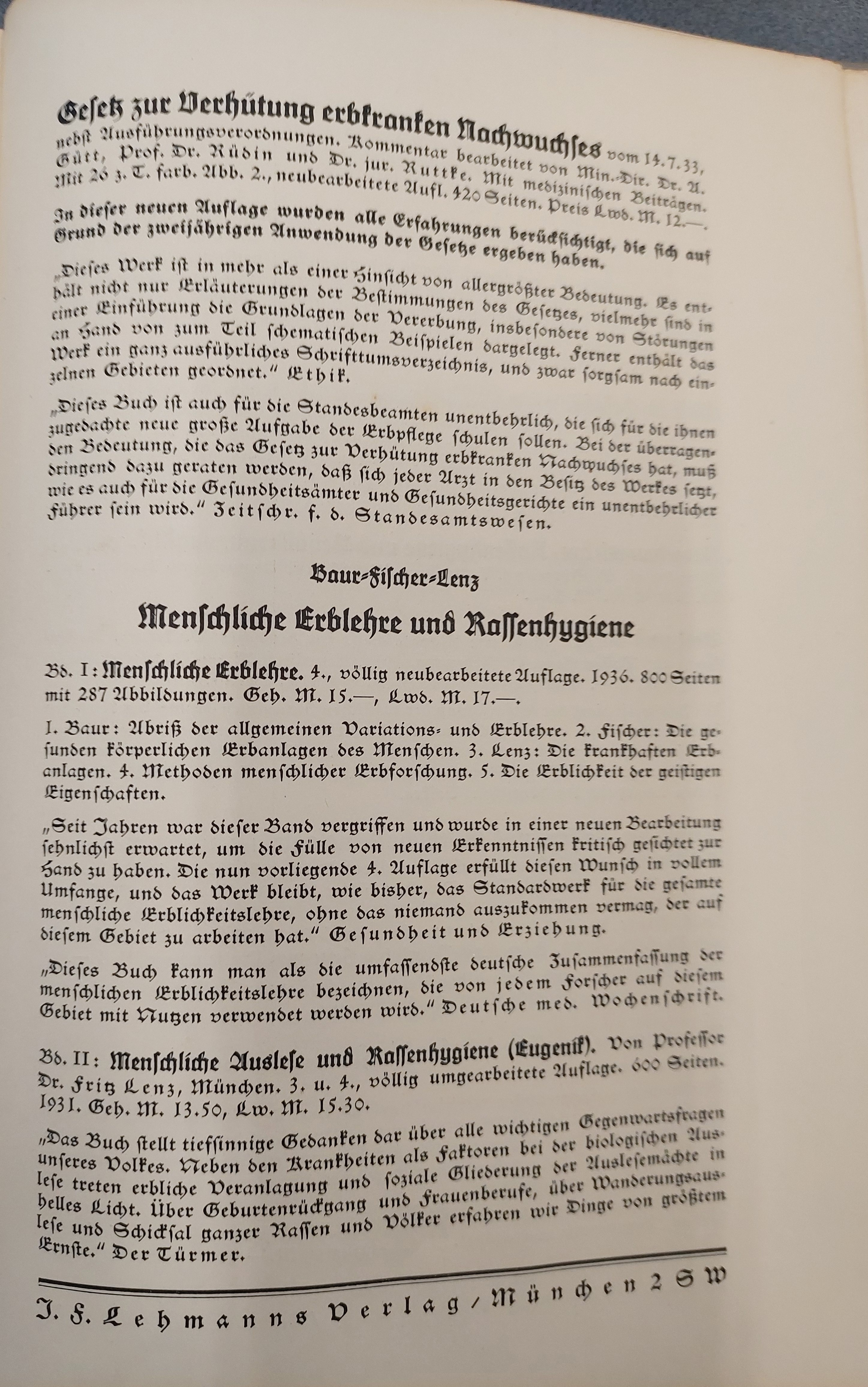
Menschliche Erblehre und Rassenhygiene (1936)

- Beiträge zur Anatomie der weiblichen Urogenitalorgane des Orang-Utan. 1898. Archive
- Rassen und Völker. 1912.
- Die Rehobother Bastards und das Bastardierungsproblem beim Menschen. Jena 1913; Reprint: Adeva, Graz 1961.
- Das Problem der Rassenkreuzung beim Menschen. Speyer & Kaerner, Freiburg 1914.
- mit Erwin Baur und Fritz Lenz: Grundriß der menschlichen Erblichkeitslehre und Rassenhygiene. Band 1: Menschliche Erblichkeitslehre. Lehmann, München 1921 (Digitalisat); 2. Auflage ebenda 1923 (Digitalisat); 4., neubearbeitete Auflage, unter dem Titel Menschliche Erblehre und Rassenhygiene, 1936. Erstes deutsches Lehrbuch für Rassenhygiene und Standardwerk der Zeit als sogenannter Baur-Fischer-Lenz
- mit Gustav Schwalbe: Anthropologie. In: Kultur der Gegenwart. 1923.
- Die Anfänge der Anthropologie an der Universität Freiburg. 1926.
- Deutsche Köpfe nordischer Rasse. Lehmann, München 1927.
- Rasse und Rasse-Entstehung beim Menschen. Ullstein, Berlin 1927.
- (Hrsg.) Deutsche Rassenkunde: Forschungen über Rassen und Stämme, Volkstum und Familien im Deutschen Volk. 17 Bde. 1929–1938.
- Die Fortschritte der menschlichen Erblehre als Grundlage eugenischer Bevölkerungspolitik. In: Hermann Eris Busse (Hrsg.): Mein Heimatland. Badische Blätter für Volkskunde, ländl. Wohlfahrtspflege, Familienforschung, Heimatschutz und Denkmalpflege, 20. Jahrgang, Heft 7/8. Freiburg, Badische Heimat 1933, S. 210–219.
- Der Begriff des völkischen Staates, biologisch betrachtet. Rede am 29. Juli 1933. Preuß. Druckerei- u. Verlag.
- Der völkische Staat, biologisch gesehen. In der Berliner Universität gehaltene Rede. Junker & Dünnhaupt 1933.
- Zur Rassenfrage der Etrusker. 1938.
- Erbe als Schicksal. Vortrag, gehalten auf der 8. Techn. Tagung des Vereins für die bergbaulichen Interessen in Essen am 20. Juni 1939.
- Versuch einer Phänogenetik der normalen körperlichen Eigenschaften des Menschen. 1939.
- Die menschlichen Rassen als Gruppen mit gleichen Gen-Sätzen. 1940.
- mit Gerhard Kittel: Das antike Weltjudentum. Tatsachen, Texte, Bilder. 1943.
- Rassenentstehung und älteste Rassengeschichte der Hebräer. In: Forschungen zur Judenfrage. Band 3. 2. Auflage. Hanseatische Verlagsanstalt, Hamburg 1943, S. 123–138.
- Die Wissenschaft vom Menschen. Anthropologie im 20. Jahrhundert. In: Hans Schwerte, Wilhelm Spengler (Hrsg.): Forscher und Wissenschaftler im heutigen Europa. Erforscher des Lebens: Mediziner […] (= Gestalter unserer Zeit. Band 4). Stalling, Oldenburg 1955, S. 272–287 (Die Herausgeber sind ehemalige Mitglieder der SS. Dieser Essay ist die Einleitung zum dritten Teil des Buches, der aus fünf Artikeln besteht; einer davon würdigt Eugen Fischer).